# Carlos Banda (född 1977)
För fotbollstränaren samt hans kusin med samma namn, se Carlos Banda (född 1978).
Carlos Antonio Banda Campos, född 23 augusti 1977 i Santiago, Chile, är en svensk tidigare fotbollsspelare.
Carlos Banda kom till Djurgårdens IF runt 1993 från sin moderklubb IFK Österåker. Efter säsongen 1998 gick han tillbaka till moderklubben och hamnade därefter i Dahle IL i norska division 3. 2002 återvänder han till svensk fotboll och Jönköpings Södra där det blev sex säsonger,  därefter kortare sejourer i Syrianska, Gröndal och Djurgårdsbrunn innan karriären verkar ha tagit slut.

## Statistik
| Klubb               | Säsong                     | Serie                         | Ligaspel | Ligaspel | Intertotocupen | Intertotocupen | Totalt | Totalt |
| Klubb               | Säsong                     | Serie                         | Ma       | Mål      | Ma             | Mål            | Ma     | Mål    |
| ------------------- | -------------------------- | ----------------------------- | -------- | -------- | -------------- | -------------- | ------ | ------ |
| Djurgårdens IF      | 1996                       | Allsvenskan                   | 3        | 0        | 2              | 1              | 5      | 1      |
| Djurgårdens IF      | 1997                       | Division 1 Norra              | 6        | 0        | -              | -              | 6      | 0      |
| Djurgårdens IF      | 1998                       | Division 1 Norra              | 13       | 0        | -              | -              | 13     | 0      |
| Djurgårdens IF      | Totalt Djurgårdens IF      | Totalt Djurgårdens IF         | 22       | 0        | 2              | 1              | 24     | 1      |
| IFK Österåker       | 1999                       | Division 3 Norra Svealand     | ?        | ?        | -              | -              | ?      | ?      |
| IFK Österåker       | 2000                       | Division 3 Norra Svealand     | ?        | ?        | -              | -              | ?      | ?      |
| Dahle IL            | 2001                       | 3. divisjon                   | ?        | ?        | -              | -              | ?      | ?      |
| Jönköpings Södra IF | 2002                       | Division 2 Östra Götaland     | 20       | 2        | -              | -              | 20     | 2      |
| Jönköpings Södra IF | 2003                       | Division 2 Östra Götaland     | 20       | 0        | -              | -              | 20     | 0      |
| Jönköpings Södra IF | 2004                       | Division 2 Östra Götaland     | 20       | 2        | -              | -              | 20     | 2      |
| Jönköpings Södra IF | 2005                       | Division 2 Mellersta Götaland | 9        | 0        | -              | -              | 9      | 0      |
| Jönköpings Södra IF | 2006                       | Superettan                    | 12       | 0        | -              | -              | 12     | 0      |
| Jönköpings Södra IF | Totalt Jönköpings Södra IF | Totalt Jönköpings Södra IF    | 81       | 4        | -              | -              | 81     | 4      |
| Syrianska FC        | 2007                       | Division 1 Norra              | 0        | 0        | -              | -              | 0      | 0      |
| Gröndals IK         | 2008                       | Division 1 Norra              | 14       | 0        | -              | -              | 14     | 0      |
| Djurgårdsbrunns FC  | 2009                       | Division 3 Södra Svealand     | 16       | 3        | -              | -              | 16     | 3      |
| Hela karriären      | Hela karriären             | Hela karriären                | 133      | 7        | 2              | 1              | 135    | 8      |